# Swolszewice Małe
Swolszewice Małe – wieś w Polsce położona w województwie łódzkim, w powiecie tomaszowskim, w gminie Tomaszów Mazowiecki, nad Zalewem Sulejowskim. Pierwsza wzmianka o wsi pochodzi z 1511 roku.

## Położenie
W latach 1975–1998 miejscowość administracyjnie należała do województwa piotrkowskiego. Od wschodu przez rzekę Pilicę wieś sąsiaduje ze Smardzewicami w których znajduje się największe nad Zalewem Sulejowskim nabrzeże reakreacyjno–turystyczne. Komunikacja kołowa oraz ruch pieszych między wsiami odbywa się drogą na zaporze wodnej na Zalewie Sulejowskim.
Do lat 80. XX wieku we wsi znajdowała się jedyna ogólnodostępna baza noclegowa nad Zalewem Sulejowskim. Miała formę pawilonów i domków campingowych.

## Transport
Swolszewice Małe obsługuje tomaszowska komunikacja miejska (linia numer 2). Na terenie wsi istnieją trzy jej przystanki. W 2023 roku wybudowano ścieżkę rowerową łączącą wieś z południową dzielnicą Tomaszowa Mazowieckiego – Nagórzycami.
 Przez wieś biegnie Łódzka magistrala rowerowa (ukł, W-E)